# أنقولية برتولونية
أنقولية برتولونية (الاسم العلمي: Aquilegia bertolonii) هي نوع من النباتات تتبع جنس الأنقولية من الفصيلة الحوذانية.